# Sébastien Landrin
Pour les articles homonymes, voir Landrin.
Sébastien Landrin est un joueur français de rink hockey né le 18 février 1979 à Roubaix. Il a joué au club de Nationale 1 HC Quévert. Il a été sélectionné plusieurs fois en équipe de France

## Biographie
Sébastien Landrin est né à Roubaix le 18 février 1979. Il est le frère du footballeur professionnel Christophe Landrin et le père d'Arthur Landrin, international jeune.
Il a commencé le rink hockey à l'âge de 11 ans et demi au Hockey Club Tourcoing. Il le quittera vite pour le SCRA Saint-Omer avec qui il jouera jusqu'à l'âge de 20 ans, pour ensuite rejoindre le club espagnol de Macarena Séville. Il ne restera dans ce club qu'une saison et en 2000, il rejoint le HC Quévert en Bretagne avec qui il jouera cinq saisons avant de rejoindre le SPRS Ploufragan dans la même région. Il ne jouera que deux saisons avec ce club et regagnera ensuite son ancien club.
En 2010, Landrin quittera la Nationale 1 pour la LNA suisse. Il jouera une saison avec le RSV Weil allemand, puis une deuxième avec le RHC Friedlingen, deux clubs de la ville de Weil-am-Rhein.
Après ces deux saisons, le roubaisien regagna le HC Quévert où il joue actuellement.
Sébastien Landrin a été sélectionné pour la première fois en équipe de France lors des Championnats d'Europe cadets de 1997 à Forte dei Marmi en Italie. Il y terminera à la 4e place. Il sera à nouveau sélectionné l’année suivante en cadets puis jouera les Championnats d'Europe juniors de 1998 et 1999.
En senior, il jouera sa première sélection lors des championnats d'Europe 2002 à Florence en Italie où la France termina 4e sur 9. Le Roubaisien participera à deux autres éditions en 2004 et  2008. Il ne remportera jamais de médaille mais fut notamment meilleur buteur de l'équipe de France lors des Championnats d'Europe 2008. En 2010, Sébastien est obligé de déclarer forfait à la dernière minute à la suite du refus de son club allemand de le libérer. Il ne participera donc pas au Championnat d'Europe 2010.
En 2005, le nordiste joue son premier championnat du monde à San José aux États-Unis. Il jouera les trois suivants en 2007, 2009 et 2011. Il ne fera pas de meilleur résultat que cinquième en 2009.

## Palmarès

### En club
- Vainqueur du Championnat de France en 2002 et 2008.
- Deuxième du Championnat de France en 1999, 2001, 2004 et 2009.
- Vainqueur de la Coupe de France en 2008.
- Deuxième de la Coupe de France en 2002, 2004 et 2009.